# Distretto di Lushnjë
Il distretto di Lushnjë (in albanese: Rrethi i Lushnjës) era uno dei 36 distretti amministrativi dell'Albania. 	
La riforma amministrativa del 2015 ha suddiviso il territorio dell'ex-distretto in 2 comuni: Divjakë e Lushnjë.

## Geografia antropica

### Suddivisioni amministrative
Il distretto comprendeva 2 comuni urbani e 14 comuni rurali.

#### Comuni urbani
- Divjakë
- Lushnjë

#### Comuni rurali
- Allkaj
- Ballagat
- Bubullimë
- Dushk
- Fier-Shegan
- Golem
- Grabian
- Gradishtë
- Hysgjokaj
- Karbunarë
- Kolonjë
- Krutje
- Rremas
- Tërbuf